# Dr. Horrible’s Sing-Along Blog
A Dr. Horrible's Sing-Along Blog (magyarul: Dr. Borzalmas együtténeklős blogja) egy 2008-as, amerikai, zenés, tragikomikus, kizárólag internetes forgalmazásra készített minisorozat három felvonásban. A sorozatot a történet helyszínén, Los Angelesben vették fel, és egy feltörekvő főgonosz, Dr. Horrible (Neil Patrick Harris), ellensége, Captain Hammer (Kalapács kapitány; Nathan Fillion) és közös szerelmük, Penny (Felicia Day) hármasáról szól.
A forgatókönyvet Joss Whedon író–rendező írta fivéreivel, Zack (televíziós író) és Jed Whedonnal (zeneszerző), és Maurissa Tancharoen színésznővel. A csapat a musicalt a 2007–2008-as amerikai forgatókönyvíró-sztrájk alatt írta, azzal a céllal, hogy egy kis, olcsó, de profi produkciót készítsenek, mely megkerüli a tiltakozásokat kiváltó ügyeket. 2008. október 31-én a Time 2008 ötven legnagyobb találmányait rendszerező listáján 15. helyezést kapott, míg a magazin tíz legjobb 2008-as televíziós sorozatát rendszerező listáján negyediket. People's Choice Awardot nyert „kedvenc online szenzáció” kategóriában, 2009-ben megkapta a legjobb rövid formátumú forgatókönyvért járó Hugo-díjat. A webtelevíziózást értékelő Streamy-díj első évében a Dr. Horrible hét díjat nyert (legjobb websorozat közönségdíja, legjobb rendezés vígjáték websorozatban, legjobb forgatókönyv vígjáték websorozatban, legjobb színész vígjáték websorozatban [Harris], legjobb vágás, legjobb fényképezés és legjobb eredeti zene). A 2009-es Creative Arts Emmy Award gálán különdíjat kapott a legjobb rövid formátumú, élőszereplős szórakoztató műsor kategóriában.

## Cselekmény
A Dr. Horrible's Sing-Along Blog három, egyenként körülbelül 14 perces felvonásból (act) épül fel. 2008 júliusában online jelent meg először, kétnapos szünetekkel a felvonások között.
|  | Alább a cselekmény részletei következnek! |

### Act I
A film Dr. Horrible (Dr. Borzalmas) videoblog-bejegyzésével kezdődik, melyben terveinek állapotáról beszél, és a nézőitől kapott e-mailekre válaszol. A mikor a sokat emlegetett „ő”-ről kérdezik, a mosodában megismert szerelméről, Pennyről kezd énekelni („My Freeze Ray”; ’Fagyasztó sugaram’).
A dalt a „gonosz, ’nedves’ haver”, Moist (Nedves) érkezése szakítja félbe, aki egy Bad Horse-tól (Rossz Ló), az Evil League of Evil (ELE; Gonoszok Gonosz Szövetsége/Főgonoszok Főtanácsa) vezetőjétől kapott levelet hoz magával. A levélből kidür, hogy Dr. Horrible jelentkezése a ELE-be elbírálás alatt áll, és figyelni fogják a következő szörnyű bűntettét („Bad Horse Chorus”; ’Rossz Ló-kórus’).
A következő napon Horrible a wonderflorium (csodaszer) ellopására készül, mely az időmegállító Freeze Rayhez (fagyasztó sugár) szükségeltetik. A szer megszerzéséhez az iPhone-jára telepített távirányító alkalmazással átveszi az azt szállító kisteherautó fölötti vezetést. Penny ugyan abban az utcában aláírásokat gyűjt, hogy egy lebontásra ítélt épületből hajléktalanszállót alakítsanak ki („Caring Hands”). Mikor Penny Horrible-től is aláírást kér, ő túl elfoglalt a távirányítással, s így úgy tűnik nem érdekli Penny és petíciója. Mikor Penny otthagyja, Horrible visszakozik, de a wonderflorium ellopása mellett dönt, így magyarázva: „A man's gotta do what a man's gotta do.” – ’A férfinak meg kell tennie, amit egy férfinak meg kell tennie.’ („A Man’s Gotta Do”; ’A férfiak dolga’)
Mikor Horrible elvezeti a teherautót, megjelenik Captain Hammer (Kalapács kapitány) és ő folytatja Horrible dalát. Szétzúzza öklével a távirányító vevőegységét, így az véletlenül Penny felé kezd száguldani. Hammer ellöki (egy kupac szemétbe) az útból, pont mielőtt Horrible visszanyeri a kisteherautó irányítását és megállítja. Így úgy tűnik, Hammer állította meg puszta kézzel a teherautót. Mikor Hammer észreveszi Horrible-t, a motorháztetőbe kezdi püfölni a kezét, ám mikor Penny előkerül és megköszöni Hammer segítségét, megfeledkezik Horrible-ról. Míg Hammer és Penny egymásnak énekel, Horrible lelép a wonderfloriummal.

### Act II
Dr. Horrible Penny és Captain Hammer után lopakodik azok randevúin. Ezalatt Horrible az emberi lét keserűségeiről, Penny pedig a megváltás lehetőségéről és reményéről énekel („My Eyes”; ’A szemeim’). Penny és Horrible (akit ő Billyként ismer a mosodából) összebarátkoznak.
Horrible felfedi a blogján, hogy elkészült a Freeze Ray és a következő napon ki is akarja próbálni. A rákövetkező bejegyzéséből kiderül, hogy az akció sikertelennek bizonyult, mivel Hammer és az LAPD is figyelemmel kíséri blogját, így a helyszínen felkészülten várták. A bejegyzés felvétele közben érkezik Bad Horse telefonhívása, melyben rendreutasítja és leszögezi, hogy már csak úgy lehet sikeres a jelentkezése, ha gyilkosságok követ el („Bad Horse Chorus (Reprise)”; ’Rossz Ló-kórus (repríz)’). Horrible nem tudja eldönteni, ki legyen az áldozat, vagy hogy egyáltalán megéri-e gyilkolni az ELE-tagságért.
Billy a mosodában Pennyvel beszéli meg problémáit („Penny’s Song”; ’Penny dala’). Penny megemlíti, hogy lehet, Hammer is beugrik, mire Billy megijed és megpróbál elmenekülni, de beleszalad az éppen megérkező Hammerbe. Ismeretlenséget színlelnek, de mikor Penny kettesben hagyja őket, Hammer kigúnyolja Horrible érzéseit, és elmondja, örömmel szerzi meg magának azokat a dolgokat, melyeket Horrible akar. Világossá válik, hogy Hammert nem érdekli Penny, csak azért akar vele lefeküdni, hogy Horrible-t bosszantsa. Horrible úgy dönt, Hammert fogja megölni a felvételijéhez („Brand New Day”; ’Egy új nap’).

### Act III
Captain Hammer hajléktalanokat segítő hadjáratától híres a város, mindenki hősnek tartja; Penny Hammerrel való kapcsolatán mereng, miközben Billyt várja a mosodában, ám dr. Horrible elzárkózik a külvilágtól, míg a Death Rayt (halál sugár) szerkeszti, hogy el tegye Hammert láb alól („So They Say”; ’Azt mondják’).
Az új hajléktalanszállás megnyitóján, ahol Hammer szobrát is felavatják, Hammer lelkesítő beszédet ad a hajléktalanoknak, de az öntelt és leereszkedő öndicséretbe és Pennyvel való kapcsolatának bizonygatásába fullad („Everyone’s a Hero”; ’Mindenki hős’). Penny, miközben a közönség is énekelni kezd, szégyenkezve és kiábrándultan megpróbál kiosonni, azonban mindenki félbeszakít Horrible felbukkanása, aki a Freeze Rayjel megállítja Hammert. Horrible a megrémült tömegen gúnyolódik, és rámutat Hammer igazi valójára, majd elővesz egy újabb, halálos fegyvert, az elkészült Death Rayt („Slipping”; ’Lehull a lepel’).
Mikor Horrible végül Hammerre szegezi a halálos fegyvert, hezitál. Abban a pillanatban a Freeze Ray váratlanul csütörtököt mond, a feléledő Hammer pedig egy ütéssel áthajítja Horrible-t a termen. A Death Ray kiesik a kezéből, ezért megsérül. Hammer felveszi a fegyvert a földről, Horrible-re szegezi, és befejezi előbbi dalának utolsó hangját. Amikor meghúzza ravaszt, a fegyver visszasül, és felrobban a kezében. Hammer, mikor életében először fájdalmat érez, jajveszékelve elmenekül. Horrible észreveszi, hogy győzelmet aratott ellenfelén anélkül, hogy ártatlanokat bántott volna. Ezután veszi csak észre a falnak támaszkodó Pennyt, akit eltalált a felrobbanó fegyver egy szilánkja és megsebesült. Penny Horrible karjai közt hal meg, de utolsó szavaival arról biztosítja, Captain Hammer meg fogja menteni őket.
Horrible ráeszmél pürrhoszi győzelmére, a világ a lábai előtt, de szerelme halott. Később Horrible hírnevet szerez és az ELE tagja lesz. Egy buliban látjuk viszont, ahol ott van Moist és más gonoszok, mint Pink Pummeller és Purple Pimp (Lila Strici). Hammer terapeutájánál zokog. Horrible új szerelésében – piros köpeny, fekete kesztyűk és a védőszemüveg a szemén – elfoglalja helyét az ELE tanácsában, melynek tagjai Tie-Die (Zsineghalál), Snake Bite (Kígyóharapás), Professor Normal (Normál professzor), Dead Bowie (Halott Bowie), Fake Thomas Jefferson (Ál-Thomas Jefferson), Fury Leika, és Bad Horse, aki tényleg egy ló. A kamerának énekelve elmondja, hogy a rémálom valóssággá lett, a világ térde kényszerítésén dolgozik, és hogy ’nem fog érezni…’ A mondatot otthon egy utolsó blogbejegyzésben, régi ruhájában, letörten fejezi be: ’…semmit.’ („Everything You Ever”; ’Minden, amit valaha’)
|  | Itt a vége a cselekmény részletezésének! |

## Zene
A musicalhez 14 dal született, beleértve a reprízeket és a főcímeket. A dalok címei a filmzene megjelenésével derültek ki 2008. szeptember 1-jén, az iTunes Store-ban. A CD-változat 2008. december 15-én került a boltokba az USA-ban.
Dalok listája
Act I (első felvonás)
- „Dr. Horrible Theme” – instrumentális
- „My Freeze Ray” – Dr. Horrible
- „Bad Horse Chorus” – Bad Horse-kórus
- „Caring Hands” – Penny
- „A Man's Gotta Do” – Dr. Horrible, Penny és Captain Hammer

Act II (második felvonás)
- „Dr. Horrible Theme” – instrumentális
- „My Eyes” – Dr. Horrible és Penny
- „Bad Horse Chorus (Reprise)” – Bad Horse-kórus
- „Penny's Song” – Penny
- „Brand New Day” – Dr. Horrible

Act III (harmadik felvonás)
- „Dr. Horrible Theme” – instrumentális
- „So They Say” – költöztetők, Captain Hammer-rajongók, Penny, Captain Hammer, hírolvasók és Dr. Horrible
- „Everyone's a Hero” – Captain Hammer és rajongói
- „Slipping” – Dr. Horrible
- „Everything You Ever/Finale” – Dr. Horrible és rajongói
- „End Credits” – instrumentális

## Szereplők

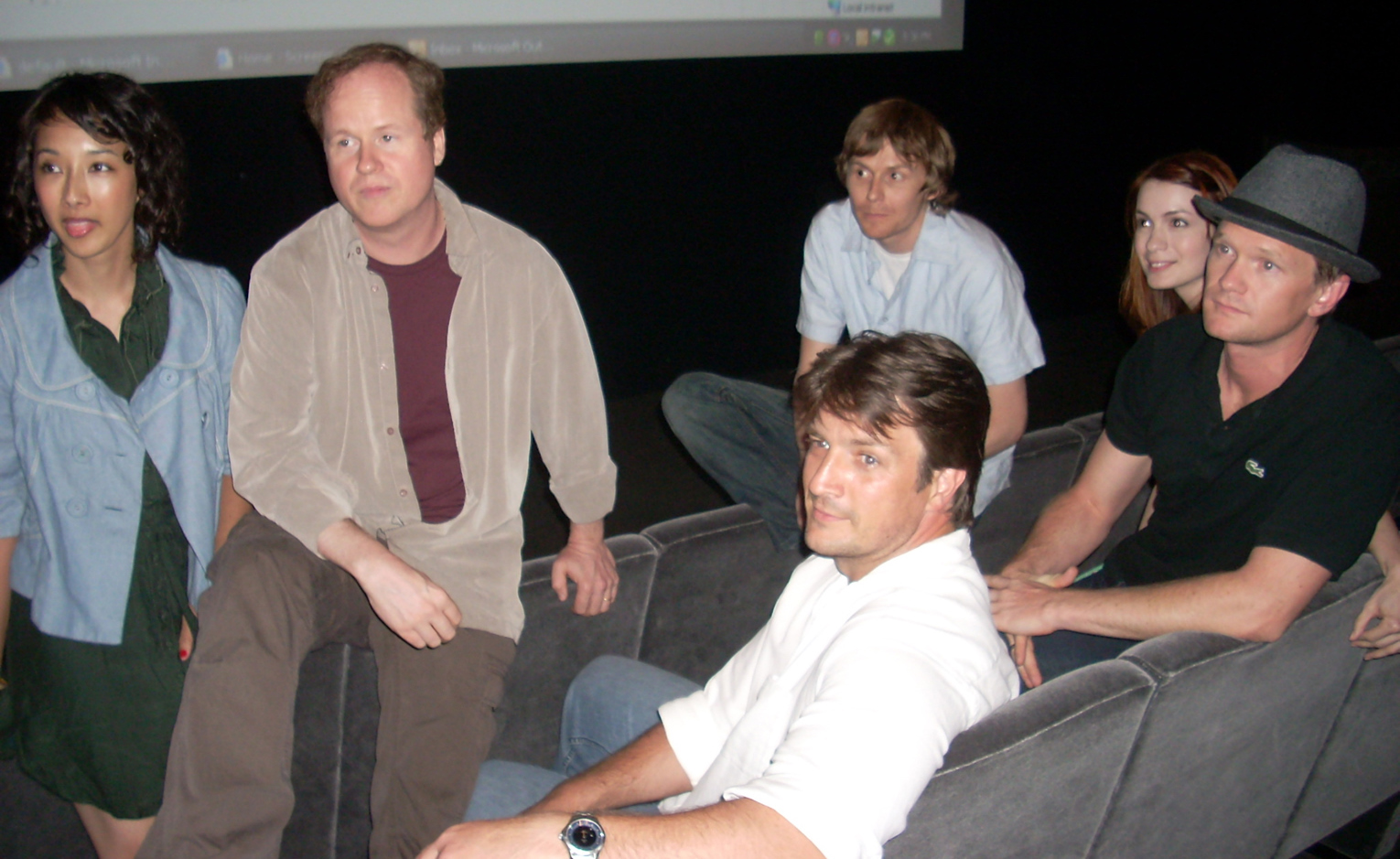
Balról jobbra: Maurissa Tancharoen, Joss Whedon, Nathan Fillion, Jed Whedon, Felicia Day, Neil Patrick Harris

- Neil Patrick Harris, mint Billy/Dr. Horrible, a feltörekvő őrült tudós főgonosz, akinek a szlogenje, „I've got a Ph.D in Horribleness” (borzalmasságból doktoráltam). Szeretne csatlakozni Bad Horse (Rossz Ló) Evil League of Eviljéhez (Gonoszok Gonosz Szövetsége/Főgonoszok Főtanácsa) csatlakozni, találmányait pedig a világ feletti uralom megszerzésére és az emberiség javát szolgáló társadalmi változtatások véghezvitelére szeretné használni. Szociálpolitikai nézete a paradox autokratikus anarchia. Billyként azon gyötrődik, hogy szólítsa meg szerelmét, Pennyt.
- Felicia Day, mint Penny: Dr. Horrible szerelme. Idealista, nagylelkű; a hajléktalanszállón önkéntes.
- Nathan Fillion, mint Captain Hammer: Dr. Horrible főellensége. Hammer egy önző antihős, aki ember feletti képességekkel rendelkezik és majdnem sebezhetetlen. Előszeretettel zaklatja Dr. Horrible-t, még akkor is, ha a helyzet azt nem kívánná meg.
- Simon Helberg, mint Moist: Dr. Horrible barátja és segítőtársa.

Joss Whedon számos kollégája kapott cameoszerepet a sorozatban. Marti Noxon, a Buffy, a vámpírok réme executive producere és David Fury a Buffy és az Angel írója hírolvasókként tűntek fel, míg Doug Petrie és Drew Goddard (szintén a fentebbi sorozatok írói) két főgonoszként: Professor Normal (Normál professzor) és Fake Thomas Jefferson (Ál-Thomas Jefferson). Jed, Joss és Zack Whedon énekelték fel a Bad Horse-kórus dalait, Zack az orvos aki Penny hordágyát tolja, Jed pedig egy Dead Bowie (Halott Bowie) nevű főgonosz. Maurissa Tancharoen, a negyedik alkotó egy szuperhős-rajongóként szerepel, és vokálozott az „Everything You Ever” című dalhoz.

## Gyártás
Joss Whedon önmaga finanszírozta a pojectet, mely valamivel több mint 200 000 dollárba került, és a saját stúdiójaként működött. „A szabadság pompás” – nyilatkozott Whedon. „És az az igazság, hogy én mindig nagyon jó kapcsolatot ápoltam a stúdiókkal, és sok okos executive-val volt dolgom. De teljesen más, amikor csak a saját fejed után mész.” Websorozat lévén a projekt kevesebb kényszerrel került szembe, így Whedon szerint megvolt a „szabadság, hogy a történet szabja meg a film hosszát. Nem kellett mindent belezsúfolnunk adott időbe, mert sok mindent el akartunk mondani, hanem eldöntöttük mi lesz benne, és az meghatározta az időt. Fél óra volt a cél, de negyvenkét perc lett, és ez nem baj.” A zene egy részét Stephen Sondheim inspirálta.
A készítők a DVD-megjelenés előtt a Comic-Conon versenyt hirdettek. A rajongók beküldhették háromperces videojelentkezésüket az Evil League of Evilbe, melyek közül tíz nyertes pályázat helyet kapott a DVD-n.
Forgatási helyszínek
A Dr. Horrible-t számos Los Angeles-i helyszínen forgatták:
- A Coin Wash mosoda a Sunset Boulevard 1372. szám alatt található az Echo Park közelében.
- DC Stages (1360 East 6th Street)
- A rajongók kültéri jeleneteit a DC Studios közelében, az East 6th Streeten rögzítették, nem messze a South Central Avenue sarkától.
- A tó a vízibiciklivel az Echo Park Lake.
- Dr. Horrible otthona a Monster House című sorozatban is feltűnt ’őrült tudós háza’.

## Forgalmazás
Whedon tervei közt szerepelt, hogy keres egy olyan helyet a sorozatnak, mely lehetővé teszi a profitszerzést is, így kifizetheti a stábot. Ezért a sorozat első streamelt bemutatója után azt az iTunesban tették elérhetővé. Ennek sikerességétől függött az esetleges DVD-kiadás, melyhez Whedon különleges extra tartalmat tervezett. A musical rajongói oldala már 2008 márciusában elkészült, mikor a hivatalos oldal még csak egy plakátot tartalmazott. Ezen a rajongói oldalon jelent meg először az előzetes bemutató 2008. június 25-én.

### Online
A három epizódot először a sorozat hivatalos oldalán lehetett megtekinteni, melyhez a Hulu nyújtott technikai hátteret. A stream világszerte elérhető volt (szemben a legtöbb amerikai videóval, mely csak az USA-ban megtekinthető) és ingyenes (reklámokkal). Az első felvonás 2008. július 15-én, kedden debütált, a második két nappal később, július 17-én, az utolsó pedig július 19-én. Július 20-án a részeket levették az internetről, majd július 28-án ismét elérhetővé váltak. Később a megtekinthetőséget az USA-ra korlátozták.
2009. október 10-én mindhárom rész megjelent Nagy-Britanniában és Ausztráliában is az iTuneson keresztül. Az interneten megvásárolható az Amazon Video on Demandban is. 2009. november 29-én mindhárom felvonás – egyben és külön is – lekerült a Huluról. 2010. február 22-én a sorozat három része egymás után streamelhető volt a Netflixen.

### DVD és blu-ray
A produkció hivatalos oldala 2008. november 28-án jelentette be a DVD-változat előrendelhetőségét. A következő nap a Tubefilter várakozásokon felüli mennyiségű előrendelésről számolt be. A DVD kizárólag az Amazon.com-on jelent meg 2008. december 19-én az USA-ban, majd 2009. január 13-án a Amazon.ca-n Kanadában. A DVD régiófüggetlen, de NTSC szabványú. Az előrendelési fázisban az Amazon azt állította, hogy a lemezeket a kereslet függvényében fogják legyártani DVD-R lemezeken. Bár néhány vásárló ténylegesen DVD-R lemezeket kapott, a többségnek nyomdai lemezeket küldtek. A New Video Group 2009. június 2-án a Dr. Horrible’s Sing-Along Blog egy új kiadását jelentette meg, mely ugyanazokat az anyagokat tartalmazta, mint az Amazon-DVD, de hagyományos üzletekben is forgalmazták. A blu-ray változat 2010 május 25-én jelent meg szintén a New Video Group gondozásában.
A DVD és a blu-ray extra tartalmai közt megtalálható a Commentary! The Musical című audiokommentár a szereplők és az alkotók részvételével; színfalak mögötti betekintések a film és a zene elkészültébe; a rajongók készítette tíz legjobb ELE-pályázati videó és négy easter egg.

#### Commentary! The Musical
A Dr. Horrible DVD- és blu-ray-kiadványai tartalmazták a Commentary! The Musical című extrát, mely egy teljesen új dalokból álló audiokommentár a stáb részvételével, így önmaga is egy musicalt alkot. A színészek és az írók önmaguk kiszínezett változatát játszva énekelik a dalokat szólóban vagy a társulattal közösen. A Commentary! önreferens humort használ. A hanganyag az iTunes Music Store-ban is elérhetővé vált.
Dalok listája
- „Commentary!” — társulat
- „Strike” — társulat
- „Ten-Dollar Solo” — Stacy Shirk (mint Groupie #2), Neil Patrick Harris
- „Better (Than Neil)” — Nathan Fillion
- „It's All About the Art” — Felicia Day
- „Zack's Flavor” — Zack Whedon, női háttérénekesek, Joss Whedon
- „Nobody Wants To Be Moist” — Simon Helberg (mint Moist)
- „Ninja Ropes” — Jed Whedon, Neil Patrick Harris, Nathan Fillion
- „All About Me” — statiszták
- „Nobody's Asian in the Movies” — Maurissa Tancharoen
- „Heart (Broken)” — Joss Whedon, háttérénekesek (Jed Whedon, Zack Whedon, Maurissa Tancharoen)
- „Neil's Turn” — Neil Patrick Harris
- „Commentary! (Reprise)” — társulat
- „Steve's Song” — Steve Berg

### Bevételek
Az iTunes- és DVD-eladásokból származó bevételt a dr. Horrible szereplőgárdájának és stábjának kifizetésére fordították, akik a produkció elkészültekor még nem kapták meg fizetségüket. 2008. november 29-én blogjában a Dr. Horrible's Sing-Along Blogról írva Whedon így nyilatkozott: „Sikerült kifizetnünk a stábot és a számlákat is.”

## Franchise

### Képregények
A Dr. Horrible’s Sing-Along Bloghoz kapcsolódó hivatalos képregényeket a Dark Horse Comics jelentette meg. Az első három a Dark Horse Presents című internetes képregény-antológiában, míg a negyedik a One Shot Wonders-sorozat különkiadásaként. Mindegyiket Zack Whedon írta.
- „Captain Hammer: Be Like Me!”: 12. szám; rajzolta Eric Canete[23]
- „Moist: Humidity Rising”: 17. szám; rajzolta Farel Dalrymple[24]
- „Penny: Keep Your Head Up” 23. szám; rajzolta Jim Rugg[25]
- „Dr. Horrible”: rajzolta Joëlle Jones[26]

Mind a négy képregény megjelent egy kötetben Dr. Horrible, and Other Horrible Stories címmel 2010 szeptemberében (ISBN 978-1-59582-577-3). A kiadvány egy ötödik történetet is tartalmazott az ELE-ről.

### Könyv
A Dr. Horrible’s Sing-Along Blog Book 2011. március 29-én jelent meg a Titan Books gondozásában (ISBN 978-1-84856-862-4). A könyv tartalmazza Whedon, Fillion, Harris, Day és Helberg esszéit, a teljes forgatókönyvet, a Commentary! The Musical szövegkönyvét és a Dr. Horrible’s Sing-Along Blog zongora- és énekkottáit.

### Események és színpadi adaptációk
A sorozat első hivatalos együtténeklős vetítéseit az atlantai Dragon Conon tartották teltházzal. Az egyik vetítésen Felicia Day is megjelent.
A Dr. Horrible színpadi adaptálása nagyon népszerűvé vált az amerikai középiskolák és főiskolák körében. A Glasgow Universityn működő Cult Classic Performance Society egy hivatalos színpadi adaptációt mutatott be. A hivatalos írországi bemutatóra a Trinity College-ben a The DU Players diákszínpad előadásában került sor 2010. október 25–29-én. A Balagan Theatre az ACT Theatre seattle-i Allen Theatre-jében adta elő 2011 januárjában a Dr. Horrible-t. A produkcióról a Broadway World közölt kritikát. A „My Freeze Ray” című dalról televíziófelvétel is készült. Az Off Strip Productions a Las Vegas-i Onyx Theatre-ben mutatta be 2011 májusában a Dr. Horrible egy változatát.

## Díjak és jelölések
Díjak
- 2009 Streamy-díj[6]
  - legjobb websorozat közönségdíja
  - legjobb színész vígjáték websorozatban – Neil Patrick Harris
  - legjobb rendezés vígjáték websorozatban
  - legjobb forgatókönyv vígjáték websorozatban
  - legjobb vágás
  - legjobb fényképezés
  - legjobb eredeti zene

2009 Hugo-díj[5]
  - legjobb rövid formátumú forgatókönyv

2009 People's Choice Awards
  - kedvenc online szenzáció

2009 Emmy-díj – Creative Arts Emmy Award[7]
  - legjobb rövid formátumú, élőszereplős szórakoztató műsor különdíj

A 2009-es Főműsoridős Emmy-díj átadóünnepségét Harris vezette. A gála alatt az Ernst & Young képviselőinek beszédét „félbeszakította” egy szkeccs Harris és Nathan Fillion főszereplésével, mint dr. Horrible és Captain Hammer. A bejátszásban cameoszerepet kapott Felicia Day és Simon Helberg is.[35]

Jelölések
- 2008 Constellation Awards
  - legjobb színész 2008-as sci-fi filmben, tévéfilmben vagy minisorozatban – Neil Patrick Harris
  - legjobb 2008-as sci-fi film, tévéfilm vagy minisorozat

## Folytatás
Joss Whedon bejelentette, hogy dolgozik egy Dr. Horrible folytatáson, mely akár egy újabb websorozat, de akár egy egész estés film is lehet. Nathan Fillian úgy nyilatkozott, hogy az új projekt címét is ismeri, de nem akarja elárulni a sajtónak. Zack és Jed Whedon 2010. április 3-án bejelentették a Whedonopolis rajongói oldal képviselőinek, hogy aznap délután elkezdtek dolgozni a folytatás forgatókönyvén. Joss Whedon a New York Timesnak adott 2011. áprilisi interjújában ezt mondta: „Már van számos majdnem kész dalunk és egy nagyon részletes szerkezetünk”, és hogy a Dr. Horrible szereplői baráti és családi összejöveteleken már énekelgették a dalokat. Neil Patrick Harris szerint a Dr. Horrible 2. forgatásának lehetséges időpontja az Így jártam anyátokkal 2011-es szünete.

## Fordítás
Ez a szócikk részben vagy egészben  a   Dr. Horrible's Sing-Along Blog című angol Wikipédia-szócikk ezen változatának fordításán alapul.  Az eredeti cikk szerkesztőit annak laptörténete sorolja fel. Ez a jelzés csupán a megfogalmazás eredetét és a szerzői jogokat jelzi, nem szolgál a cikkben szereplő információk forrásmegjelöléseként.